# Jürgen Mayer

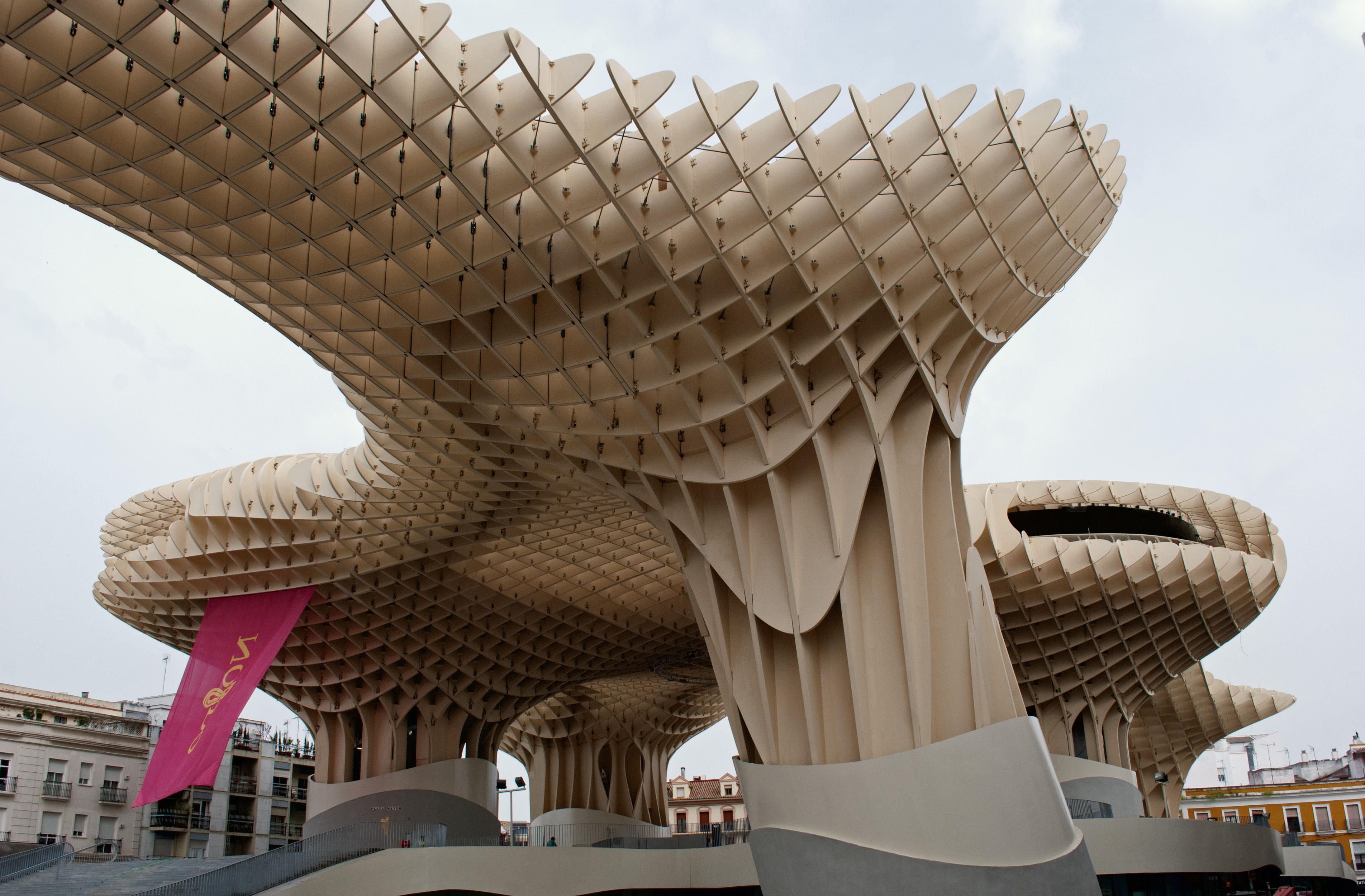
Metropol Parasol, Séville.

Jürgen Hermann Mayer  est un architecte et artiste allemand, né le 30 octobre 1965 à Stuttgart. Il dirige le bureau d'architecture J. MAYER H. à Berlin.

## Biographie
Mayer est diplômé de l'Université de Stuttgart, du Cooper Union College de New York, et de l'Université de Princeton.
Il exerce en tant qu'architecte depuis 1996. Il a étudié dans plusieurs universités telles que l'Université des Arts de Berlin, la Graduate School of Design de l'Université Harvard, l'Architectural Association School of Architecture de Londres et à l'Université Columbia à New York. Mayer a reçu plusieurs prix prestigieux et est représenté par des projets dans diverses collections, dont le Musée d'Art Moderne (MoMA) de New York, le MoMA de San Francisco. Mayer a réalisé à partir de 2010 de nombreux projets en Géorgie, décidés par le président Mikheïl Saakachvili, comme l'aéroport de Mestia, une station d'essence futuriste à Tbilissi, un poste frontière avec terrasse panoramique à Sarpi, entre autres.

## Principales réalisations
- Stadt.haus (hôtel de ville de Scharnhauser Park, Ostfildern), de 1998 à 2002, exposé dans la collection permanente du Museum of Modern Art à New York, la Biennale de Venise en 2004, Arsenal et le pavillon allemand ;
- Rotor Penthouse, bâtiments privés, Danemark, 2004-2006 ;
- Mensa Moltke, Université de Karlsruhe, 2004-2007;
- Metropol Parasol : transformation de la Plaza de la Encarnación, Séville, Espagne, 2004-2011 ;
- ADA1, immeuble de bureaux, de Hambourg, de 2005 à 2007 ;
- Danfoss Universe, Nordborg, Danemark, 2005-2007 ;
- Dupli.Casa, Villa MRMM, résidence privée, Benningen am Neckar (district de Ludwigsburg), 2005-2008 ;
- Hasselt Gerichtsgebäude, Palais de justice de Hasselt, en Belgique, 2005-2011 ;
- S11, immeuble de bureaux, Hambourg, 2007-2009 ;
- Highway Rest Stop 1 und 2, Gori et Lochini, Géorgie, 2009-2011 ;
- Sarpi Grenzkontrollpunkt poste de contrôle frontalier de Sarpi, Géorgie, 2010-2011[3] ;
- Flughafengebäude Queen-Tamar-Airport, Mestia, Haute Svanétie, Bâtiment de l'aéroport (tour et aérogare), Géorgie, 2010[4].

## Récompenses
- Prix Mies-van-der-Rohe 2003 "Jeune Architecte“.
- Prix Holcim médaile de bronze pour l'architecture durable .
- Prix Audi Urban Future 2010.
- Red Dot design award 2012 pour Metropol Parasol [5]
- Finaliste du Prix de l'Union européenne pour l'architecture contemporaine, en 2013 pour Metropol Parasol

## Expositions
- Berlinische Galerie 2011: RAPPORT. EXPERIMENTELLE RAUMSTRUKTUREN[6].

## Film
- Jürgen Mayer H. Der Architekt der Kurven. (Alternativtitel: J. Mayer H. – Architektur als Abenteuer.) Film documentaire, Allemagne, 2011, 26 min, Réalisation : Claudius Gehr, Production : planetfilm, NDR, arte. Inhaltsangabe von absolut Medien und von arte.